# Ouaieme
L'Ouaieme (parfois Ouaième ou Ouaïeme) est un fleuve côtier de la côte est de la Nouvelle-Calédonie, dans la Province Nord. Elle s'écoule sur la commune de Hienghene Province Nord et se jette dans le bassin des Loyauté.

## Géographie

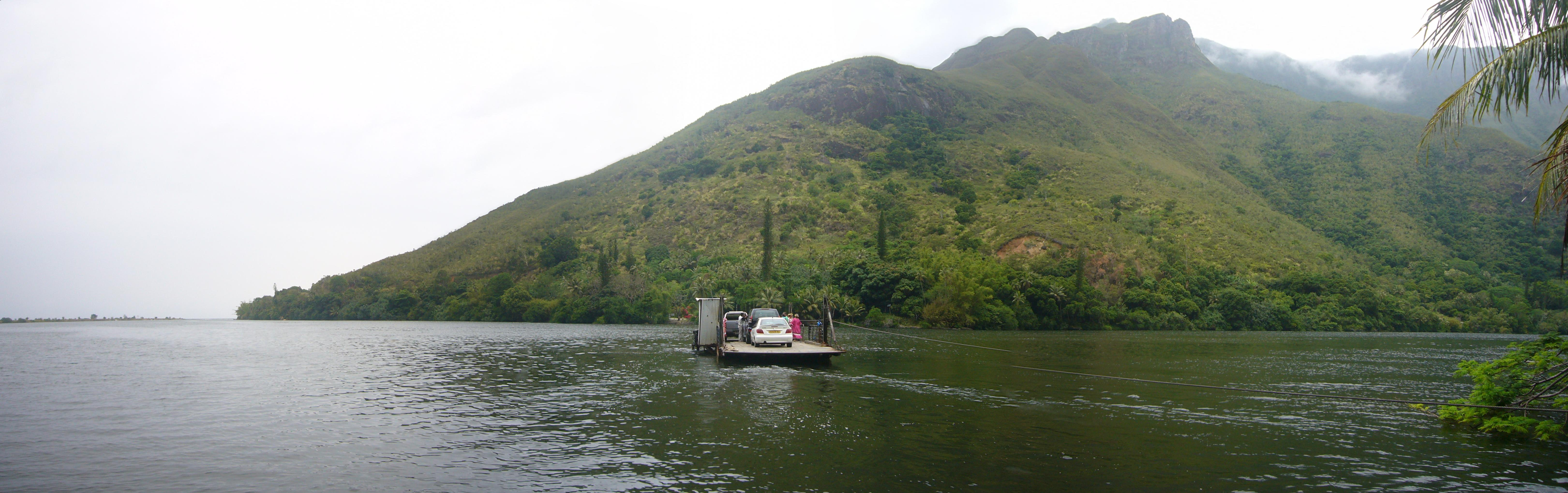
Le bac sur la Ouaième

Ce cours d'eau possède une longueur de 34 km et coule au fond d'une vallée profonde de la Chaîne Centrale.
Il draine notamment une partie du massif du Panié et traverse les tribus de Haut-Coulna (Paana) et de Pangou (Pagu).

### Bassin versant
Le bassin versant possède une altitude moyenne de 528 m et une pente moyenne relativement importante de 32,6 %. Il est recouvert à plus de 55 % par la végétation dense caractéristique de la cote est. Les surfaces restantes sont recouvertes de broussailles (24 %) et de savane (19,5 %).
Le sous sol du bassin versant est composé quasi exclusivement de schistes et de micaschiste (92,5 %).

### Organisme gestionnaire
L'organisme gestionnaire est la DAVAR ou Direction des Affaires Vétérinaires, Alimentaires et Rurales, par son service de l'eau créée en 2012, avec deux pôles : le pôle de protection de la ressource en eau (PPRE) et le pôle mesures et études de la ressource en eau (PMERE),.

## Affluents
- GanMana (rd[note 2]),
- Wéwéc (rg),
- Wéjet (rg),
- Pwé Xok (rd),

## Hydrologie
Son régime hydrologique est dit pluvial tropical.

## La Ouaième au dernier rapide cote 10
L'Ouaieme a été observée sur une période cumulée de 31 ans entre 1959 et 2008. L'embouchure étant très influencée par les marées les débits sont mesurés à quelques kilomètres en amont du bac. Son bassin versant y est de 325 km2.
Le débit moyen annuel ou module du fleuve à cet endroit est de 13,9 m3/s. Cependant, étant donné la grande variabilité des débits journaliers et la forte influences des épisodes de crue sur les valeurs moyennes, cette grandeur est peu représentative de ce que l’on observe fréquemment dans les cours d’eau. Nous y préférerons donc la notion de débit médian pour caractériser les débits habituels des cours d’eau.
Le débit journalier médian caractérise la valeur de débit qui est dépassée en moyenne un jour sur deux et vaut pour la Ouaieme 5,8 m3/s.
L'Ouaieme présente des variations saisonnières de débit bien marquées, avec des crues durant la saison humide (décembre-avril) et un pic important 40,1 m3/s au mois de mars.
Les basses eaux ont lieu lors de la saison sèche (juillet - novembre) en été (juillet à septembre), entraînant une baisse du débit moyen mensuel jusqu'au niveau de 3,1 m3/s au mois de septembre.

### Étiage ou basses eaux et DCE

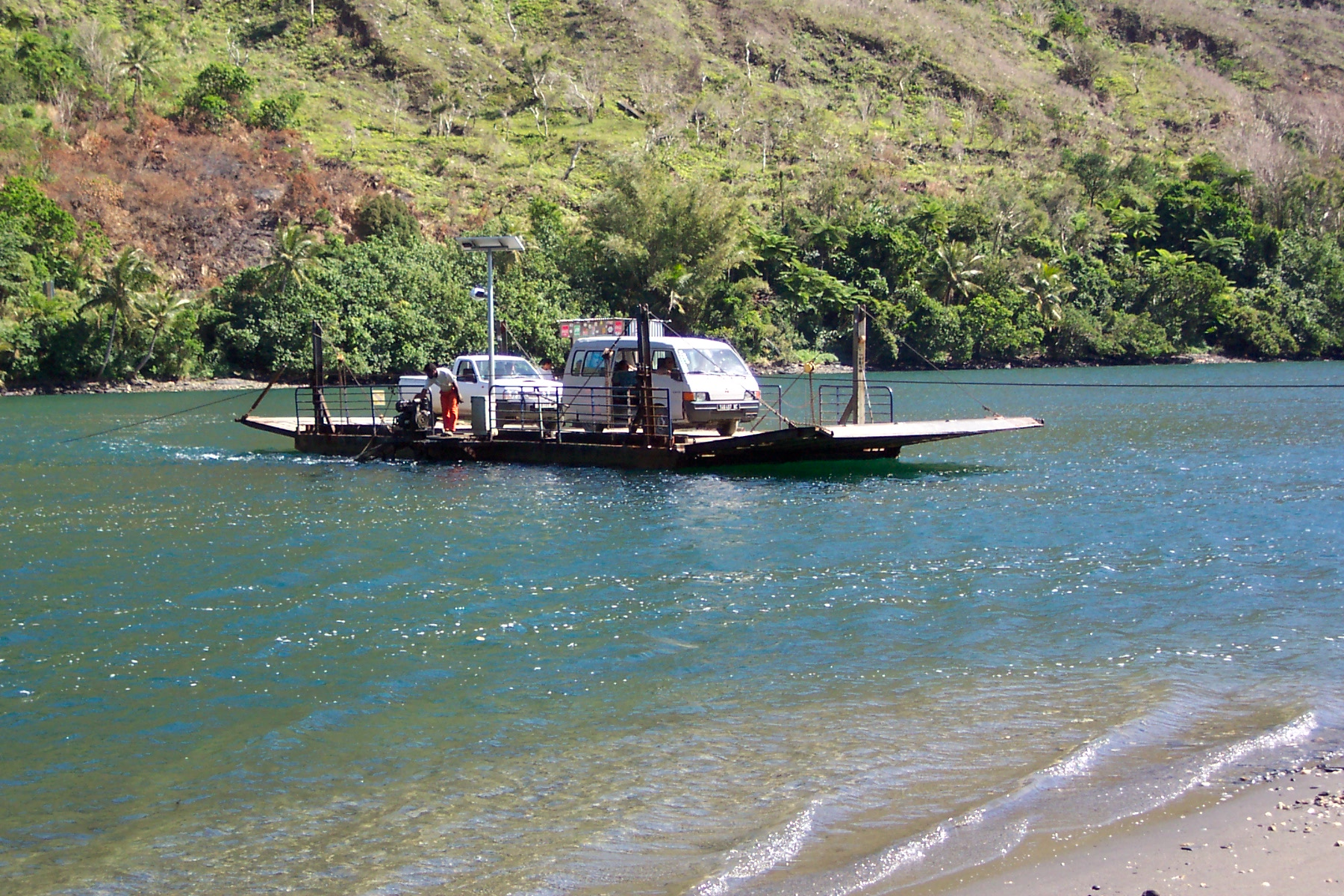
Hienghène - le bac sur la Ouaieme

Les valeurs d'étiage peuvent descendre très bas avec un DCE médian de 1,85 m3/s et un DCE centennal sec de 0,76 m3/s.

### Crues et temps de concentration
Les crues de la Ouaieme sont très importantes et extrêmement soudaines. Ainsi le débit de la crue annuelle s'élève à 1 600 m3/s et la crue décennale à 4 750 m3/s.
La crue centennale, quant à elle, est comprise entre 8 000 m3/s et 17 000 m3/s selon les évaluations des maxima de crue observés.
Le maximum de crue observé l'a été lors du cyclone Beti le 27 février 1996. Bien que l'ampleur du phénomène rende la détermination du débit très difficile celui-ci a été évalué à 13 400 m3/s.
La taille réduite des bassins versants calédoniens leur confère une réactivité aux aléas très importantes. Ainsi le temps de concentration qui reflète la durée qui sépare le maximum de pluie d'un épisode avec la maximum de débit correspondant n'est que de 1 h 54 pour la Ouaieme.

### Lame d'eau et coefficient d'écoulement
Le bassin versant de la Ouaieme reçoit annuellement un lame d'eau précipitée moyenne de 2 578 mm/an alors que la lame d'eau écoulée est de 1 589 mm/an. Le coefficient d'écoulement moyen interannuel est ainsi de 72 %.

## Aménagements et écologie
Son embouchure est connue pour sa largeur qui, pour être traversée nécessite l'utilisation du dernier bac encore en activité sur le territoire.